# Mikhaïl Tsvet
Mikhaïl Semiónovitx Tsvet (Asti, 1872 – Vorónej, 1919) fou un botànic russo-italià, inventor de la cromatografia d'adsorció.

## Biografia
Mikhaïl Tsvet va néixer el 14 de maig de 1872 a Asti, Itàlia. La seva mare era italiana, i el seu pare era un oficial rus. La seva mare va morir poc després del seu naixement i es va criar a Ginebra, Suïssa. Va rebre el títol de BS al Departament de Física i Matemàtiques de la Universitat de Ginebra el 1893. No obstant això, va decidir dedicar-se a la botànica i va obtenir el seu doctorat el 1896 pel seu treball en fisiologia cel·lular. Es va traslladar a Sant Petersburg, Rússia, el 1896 perquè el seu pare va ser retirat del servei exterior. Allà va començar a treballar al Laboratori de Biologia de l'Acadèmia Russa de les Ciències. Els seus graus de Ginebra no van ser reconeguts a Rússia i va haver de guanyar titulacions russes. El 1897 es va convertir en professor de cursos de botànica per a dones. El 1902 esdevingué assistent de laboratori a l'Institut de Fisiologia Vegetal de la Universitat de Varsòvia a Polònia. El 1903 esdevingué professor ajudant i també va ensenyar a altres universitats de Varsòvia. Després del començament de la Primera Guerra Mundial, la Universitat Politècnica de Varsòvia va ser evacuada a Moscou, Rússia i el 1916 de nou a Gorki, a prop de Moscou. El 1917 fou professor de botànica i director dels jardins botànics de la Universitat de Tartu (Yuryev) a Estònia. El 1918, quan les tropes alemanyes van ocupar la ciutat, la universitat va ser evacuada a Voronezh, una gran ciutat al sud de la Rússia central. Tsvet va morir d'una inflamació crònica de la gola el 26 de juny de 1919 als 47 anys.

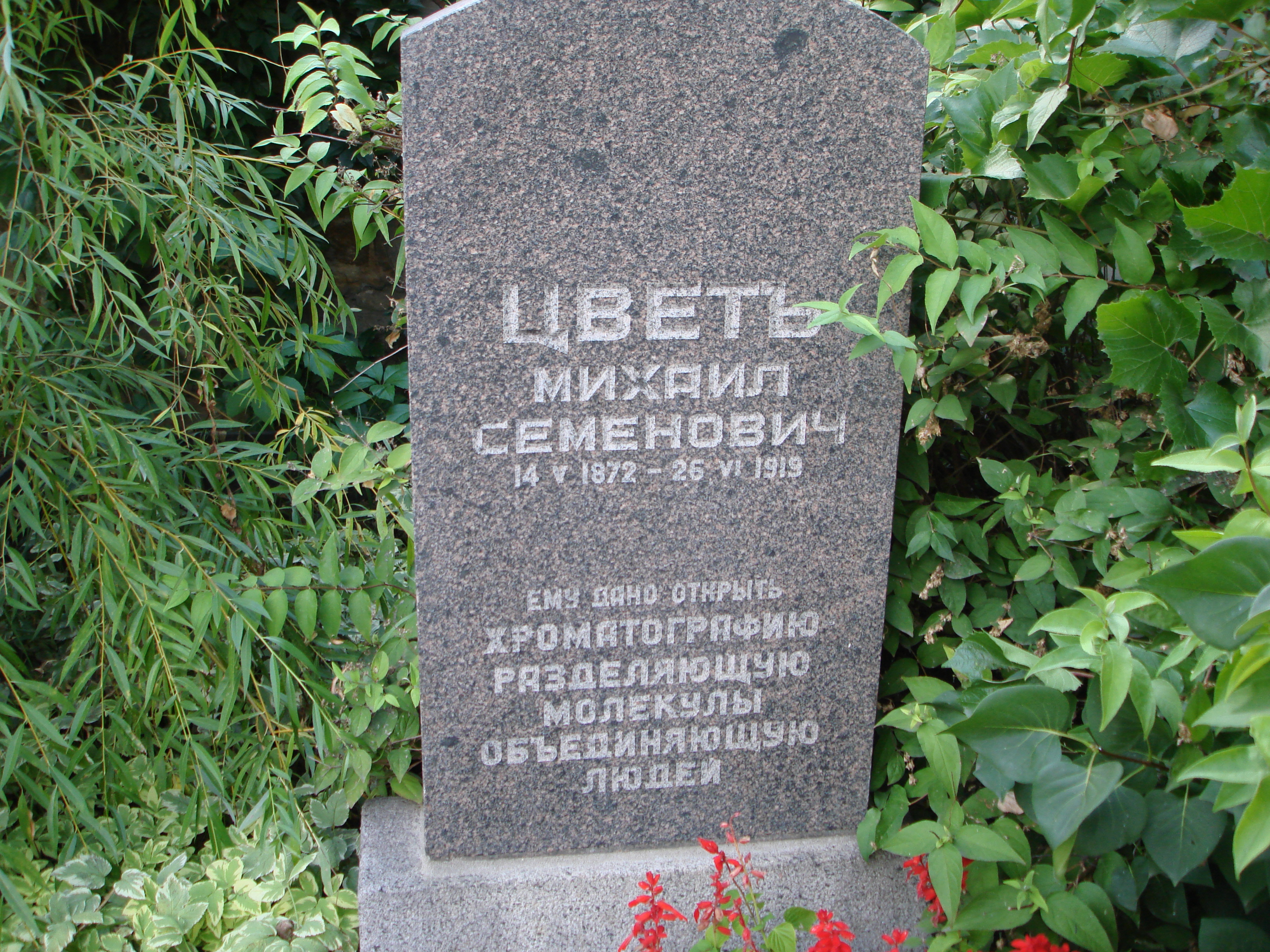
Tomba de Tsvet amb la inscripció: "Va inventar la cromatografia, separant les molècules però unint els pobles".

## Cromatografia
Mikhaïl Tsvet va inventar la cromatografia el 1900 durant la seva investigació sobre pigments vegetals. Utilitzà la cromatografia de columna d'adsorció líquida amb carbonat càlcic com a adsorbent i com a líquid per separar clorofil·les i carotenoides com a barreja d'èter/etanol. El mètode es va descriure el 30 de desembre de 1901 al XI Congrés de Naturalistes i Metges (XI съезд естествоиспытателей и врачей) a Sant Petersburg. La primera descripció impresa va ser el 1905, a la secció de biologia de les "Actes de la Societat de Naturalistes de Varsòvia". Es va utilitzar per primera vegada el terme cromatografia en paper el 1906 en els seus dos articles sobre la clorofil·la a la revista botànica alemanya, Berichte der Deutschen Gesellschaft Botanischen. El 1907 va demostrar el seu cromatògraf per a la Societat Botànica Alemanya.
Per diversos motius, el treball de Tsvet va ser ignorat durant molt de temps: l'agitació política violenta a Rússia a principis del segle xx, el fet que Tsvet originalment va publicar només en rus (el que fa que els seus resultats en gran part siguin inaccessibles per als científics occidentals) i un article que nega les troballes de Tsvet. Richard Willstätter i Arthur Stoll van intentar repetir els experiments de Tsvet, però a causa que van utilitzar un adsorbent massa agressiu (destruint la clorofil·la), no van poder fer-ho. Van publicar els seus resultats i el mètode de cromatografia de Tsvet va caure en la foscor. Va ser ressuscitat deu anys després de la seva mort gràcies al bioquímic austríac Richard Kuhn i al seu estudiant, científic alemany Edgar Lederer així com el treball d'A. J. Martin i R. L. Synge.

## Abreviatura de l'autor botànic
La norma Abreviació d'autor botànic Tswett s'aplica a les plantes que va descriure.